# Il trillo del diavolo (romanzo)
Il trillo del diavolo è un romanzo scritto da Carlo Lucarelli e pubblicato nel 1998. Il romanzo comincia con una fotografia e si chiude con un'altra fotografia. Nel mezzo l'avventura di Vittorio, giovane violinista, costretto ad improvvisarsi agente segreto in un'Europa che si appresta a conoscere l'odio nazista e a vedere gli amici trasformarsi in nemici. Il titolo del romanzo deriva dall'omonima sonata n. 35 in sol minore di Giuseppe Tartini.

## Trama
Vittorio è un giovane diplomato al Conservatorio Internazionale di Trieste.
I suoi amici, durante questo periodo, sono Hana, che è emigrata a causa delle leggi razziali, e Reinhardt, ritornato in Germania alla fine degli studi. Il 28 agosto del 1939, mentre prova Il trillo del diavolo col suo violino, si accorge di tre note, tre la, che non fanno parte dello spartito originale. Poco dopo viene contattato da uno sconosciuto, un polacco amico della madre, che gli rivela che quelle tre note sono tre pagine fotografate e inserite come micropunti all'interno dello spartito. Tre pagine contenenti i piani segreti di Hitler per l'invasione della Polonia. La missione assegnata a Vittorio sarà quella di portare lo spartito a Parigi, dove dovrà recarsi per un concerto.
Già salito sul treno per Parigi, Vittorio si trova costretto, per sfuggire alla polizia in borghese che lo insegue, a salire su un treno merci diretto a Friburgo. Lì, dopo aver evitato i controlli aggregandosi a un gruppo di giovani musicisti, raggiunge Reinhardt che però, ormai completamente integrato nella Gioventù hitleriana e aspirando ad un precoce ingresso nelle SS, cerca di consegnarlo agli agenti nazisti. Attraverso una fuga rocambolesca, Vittorio finisce nei pressi del lago di Costanza dove incontra Hana che gli offre ospitalità. Lì verrà però raggiunto da Reinhardt, con il quale avrà luogo una violenta colluttazione, risolta da Hana proprio quando Vittorio stava per avere la peggio. Riesce così a raggiungere Parigi, ma proprio mentre un fotografo gli sta scattando la foto che chiude il romanzo, scopre che l'invasione della Polonia è avvenuta poche ore prima.

## Edizioni
- Carlo Lucarelli, Il trillo del diavolo - romanzo thriller, collana I Corti EL, Edizioni EL, 1998,  p. 52, ISBN 88-477-0175-9.